# Bachem BP 18
Die Bachem BP 18 Lerche war ein deutsches Leichtflugzeug aus der Zeit des Zweiten Weltkriegs.

## Geschichte
Das Flugzeug wurde im Frühling 1943 von Erich Bachem zusammen mit Reinhold Mewes und Henri Franz Bethbeder unter der Bezeichnung Anschnall-Fluggerät BP-18 „Lerche“ entworfen und dem Reichsluftfahrtministerium (RLM) vorgestellt. Es war zur Aufklärung und Artilleriebeobachtung vorgesehen und sollte von seinem Piloten auf dem Rücken getragen werden, weshalb der Entwurf so leicht wie möglich gehalten wurde. Als Antrieb diente ein kleiner Motor von sechs bis zehn PS. Für den Start sollte der Flugzeugführer Anlauf nehmen und so die nötige Geschwindigkeit zum Abheben erreichen. Das RLM zeigte Interesse und erteilte am 16. September 1943 den Auftrag Nummer SS 5119-0195/43 zum Bau zweier Prototypen, dem beim Nachweis einer entsprechenden Eignung ein Serienauftrag folgen sollte.
Das erste Versuchsmuster BP 18 V1 – BP stand für Bachem Projekt – war im Frühling 1944 bereit zur Erprobung. Bereits der erste Versuch zeigte die Schwierigkeiten bei der praktischen Umsetzung der Startmethode auf. Bachems Einflieger Wolfgang Offik geriet mit dem etwa 40 kg schweren Apparat auf dem Rücken beim Anlauf nehmen durch eine Unebenheit ins Straucheln und stürzte; die BP 18 stellte sich auf den Kopf und wurde dabei beschädigt, der Motor durch die in die Grasnarbe einschlagende Luftschraube abgewürgt. Offik wurde nicht verletzt, doch war offensichtlich, dass diese Art des Starts nicht umsetzbar war. Es wurde deshalb beschlossen, den Piloten in einer verkleideten Kabine unterzubringen und ein Kufenfahrwerk zu installieren. Das Flugzeug wurde solchermaßen zur V2 umgebaut und absolvierte im Sommer mit Offik den erfolgreichen Erstflug. Allerdings mussten für den Start nun zusätzlich sechs bis acht Personen als Haltemannschaft mit Gummiseilen und eine sechs Meter lange und mit Schmierseife eingeriebene Startschiene zur Verfügung stehen, weshalb das RLM das Interesse an dem Typ verlor. Die „Lerche“ wies allerdings gute Flugeigenschaften auf und war auch von Anfängern leicht zu fliegen. Es diente deshalb den Bachem-Mitarbeitern wie seinem Konstrukteur Henri Franz Bethbeder, dem Betriebsmitinhaber Willy Achim Fiedler und dem kaufmännischen Angestellten Gebhardt Zorell in der Folgezeit bis in den Herbst 1944 auf dem Flugplatz Niederbiegen im Schussental als beliebtes Freizeitgerät. Der Angehörige des Erprobungskommando N, Karl Mielenhausen, flog die BP 18 ebenfalls, die nach seiner Aussage ähnliche Langsamflugeigenschaften wie der Fieseler Storch wie dem typischen „in der Luft stehen“ samt rückwärts Fliegen aufgewiesen haben soll. Die letzten Flüge fanden wahrscheinlich noch bis kurz vor dem Kriegsende statt, über den Verbleib der BP 18 ist nichts bekannt.

## Technische Daten
| Kenngröße             | Daten (BP 18 V2)               |
| --------------------- | ------------------------------ |
| Besatzung             | 1                              |
| Spannweite            | 8,5 m                          |
| Länge                 | 4,5 m                          |
| Flügeltiefe           | 1,5 m                          |
| Flügelfläche          | 12,5 m²                        |
| Flügelstreckung       | 5,8                            |
| Flächenbelastung      | 10 kg/m²                       |
| Triebwerksleistung    | 6–10 PS (4–7 kW)               |
| Höchstgeschwindigkeit | 80 km/h                        |
| Startgeschwindigkeit  | 24 km/h                        |
| Landegeschwindigkeit  | 18 km/h                        |
| Steiggeschwindigkeit  | 6,7 m/s (Start) 2,5 m/s (Flug) |
| Sinkgeschwindigkeit   | 5,0 m/s (Landung)              |
| Gipfelhöhe            | 2000 m                         |
| Startstrecke          | 25 m                           |
| Landestrecke          | 10 m                           |